# USS Port Royal (CG-73)
USS Port Royal (CG-73) – amerykański krążownik rakietowy typu Ticonderoga. Dwudziesta siódma i ostatnia jednostka tego typu, drugi okręt w historii US Navy, który nazwano dla upamiętnienia dwóch bitew morskich, które miały miejsce w rejonie zatoki Port Royal podczas wojny o niepodległość Stanów Zjednoczonych i wojny secesyjnej.

## Historia
Zamówienie na okręt zostało złożone 25 lutego 1988. Stępkę pod "Port Royal" położono 18 października 1991 w stoczni Ingalls Shipbuilding w Pascagoula w stanie Missisipi. Wodowanie okrętu miało miejsce 20 listopada 1992 a wejście do służby 9 lipca 1994. Początkowo "Port Royal" miał być eksperymentalną jednostką wyposażoną w laser HELWEPS mogący zestrzeliwać nadlatujące pociski z odległości 4 km, a także niszczyć urządzenia optoelektroniczne nieprzyjaciela na odległości 10 km. Ostatecznie urządzenie nie zostało zainstalowane a program HELWEPS został anulowany.
Pierwsza misja krążownika trwała od grudnia 1995 do maja 1996, kiedy wchodził on w skład grupy bojowej której trzonem był lotniskowiec USS "Nimitz". Podczas tej misji "Port Royal" został pierwszym krążownikiem w historii US Navy na którym w skład  załogi weszły kobiety.
Druga misja okrętu w składzie tej samej grupy okrętów trwała od września 1997 do marca 1998. Następnie wszedł w skład grupy okrętów lotniskowca USS "John C. Stennis". W czasie tej misji "Port Royal" doznał uszkodzenia jednej ze śrub napędowych podczas pościgu za jednostką podejrzaną o łamanie sankcji nałożonych przez ONZ na Irak.
Od 17 listopada 2001 bierze udział w działaniach związanych z ochroną okrętów biorących udział w operacjach w Iraku i Afganistanie.

## Fikcja
W powieści Toma Clancy`ego "Dług honorowy" "Port Royal" jest wymieniony jako część eskorty lotniskowca USS "John C. Stennis". Służy jako platforma dla śmigłowców RAH-66 Comanche w specjalnej misji Armii.